# NGC 4327
NGC 4327 este o galaxie situată în constelația Părul Berenicei. A fost descoperită în  de către .